# Adolfo Targioni Tozzetti
Adolfo Targioni Tozzetti (Florença, 13 de Fevereiro de 1823 — 18 de Setembro de 1902) foi um entomologista que se especializou no estudo dos Sternorrhyncha. Foi Professor de Botânica e Zoologia em Florença, colaborador do Museo di Storia Naturale di Firenze, instituição que guarda as suas colecções, hoje integradas na La Specola. Tinha um particular interesse pelo estudo das pragas das culturas, com destaque para os Pseudococcidae (cochonilhas-farinhentas),  os Coccidae (cochonilhas) e outros insectos que atacam os citrinos e os pessegueiros.  Descreveu diversos novos taxa e foi um dos membros fundadores da Società Entomologica Italiana.

## Obras publicadas
Adolfo Targioni Tozzetti é autor de, entre outras, as seguintes obras:
- 1867  Studii sulle Cocciniglie. Memorie della Società Italiana di Scienze Naturali. Milano 3: 1-87.
- 1868 (separate), 1869. Introduzione alla seconda memoria per gli studi sulle cocciniglie, e catalogo dei generi e delle specie della famiglia dei coccidi. Atti della Società Italiana di Scienze Naturali 11: 721-738.
- 1876. [Mytilaspis flavescens sp. n., on orange and citron, Italy. (?=M. anguinus Boisd.).] (In Italian.) Annali di Agricoltura. (Ministero di Agricoltura, Industria e Commercio). Firenze, Roma 1876: 1-36.
- 1879. [Diaspis blankenhornii.] Bollettino della Società Entomologica Italiana, Firenze 1879: 17, 32.
- 1879. Notizie e indicazioni sulla malattia del pidocchio della vite o della fillossera (Phylloxera vastatrix).Roma. Tipografia Eredi Botta 1879 (Estratto da "Annali di Agricoltura" 1879.Num.11). In 8°,
- 1881. Relazione intorno ai lavori della R. Stazione di Entomologia Agraria di Firenze per gli anni 1877-78. Parte scientifica. Fam. coccidi. Annali di Agricoltura. Ministero di Agricoltura, Industria e Commercio, Firenze, Roma No. 34: 134-161.
- 1884. Relazione intorno ai lavori della R. Stazione di Entomologia Agraria di Firenze per gli anni 1879-80. Article V. - omotteri. (In Italian). Annali di Agricoltura. Ministero di Agricoltura, Industria e Commercio, Firenze, Roma 1884 Nos 86-89: 383-414.
- 1886. Sull'insetto che danneggia i gelsi. Rivista di Bachicoltura (1885) 18: 1-3.
- 1886. Sull'insetto che danneggia i gelsi. Bollettino della Società Entomologica Italiana 19: 184-186.
- 1891 Animali ed insetti del tabacco in erba e del tabacco secco. Con 100 figure intercalate e 3 tavole litografiche.  Firenze-Roma : Tip. dei fratelli Bencini. /0